# Liste der marokkanischen Botschafter in den Vereinigten Staaten
Sultan Yazid von Marokko war 1787 die erste Regierung der Welt, welche die Vereinigten Staaten anerkannte.

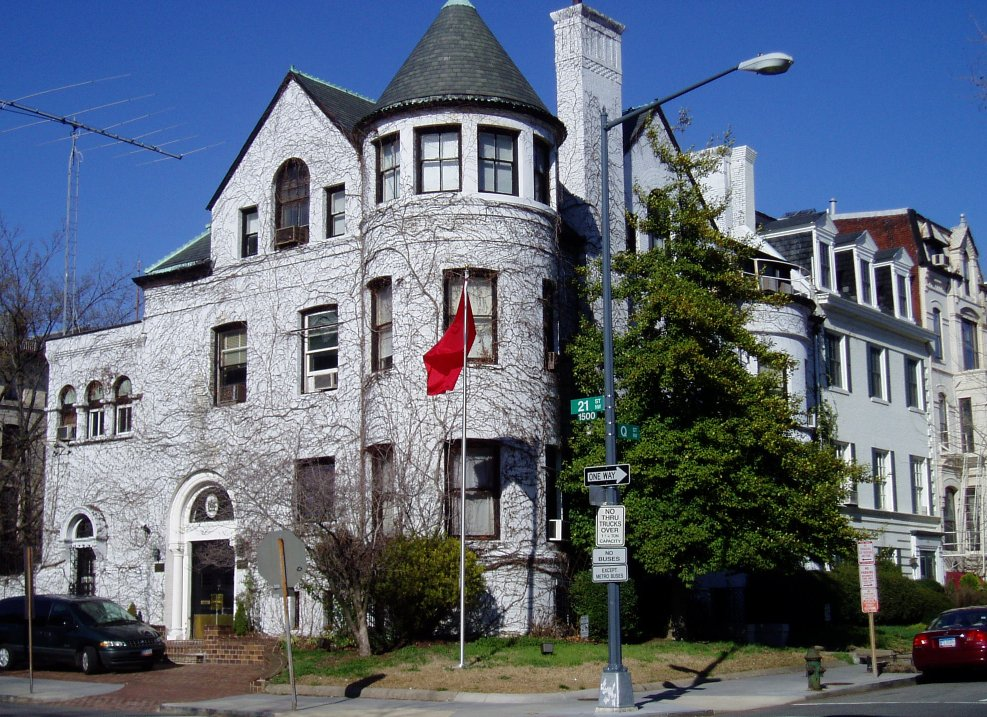
Botschaft des Königreichs Marokko in 1601 21st Street Northwest Washington DC.

| Ernannt            | akkreditiert  | Botschafter                   | Anmerkungen        | Botschaftsposten verlassen |
| ------------------ | ------------- | ----------------------------- | ------------------ | -------------------------- |
| 29. Aug. 1956      | 5. Sep. 1956  | Mehdi Benaboud                | El Mehdi Ben Aboud | 7. April 1961              |
| 30. Januar 1962    |               | Ali Benjelloun                |                    | 1. September 1965          |
| 1. September 1965  |               | Ahmed Laraki                  |                    | 20. April 1967             |
| 20. April 1967     |               | Ahmed Osman                   |                    | 2. Juli 1971               |
| 2. Juli 1971       |               | Abdessadek Elglaoui           |                    | 27. September 1971         |
| 27. September 1971 |               | Badr Eddine Snoussi           |                    | 3. Dezember 1974           |
| 12. März 1974      |               | Abdelhadi Boutaleb            |                    | 17. Mai 1977               |
| 17. Mai 1977       |               | Ali Benjelloun                |                    | 25. Juli 1984              |
| 25. Juli 1984      |               | El Maati Jorio                | [ 1 ]              | 13. Oktober 1986           |
| 13. Oktober 1986   |               | Mohammed Barghach             |                    | 1. Mai 1989                |
| 14. Januar 1989    |               | Ali Benjelloun                |                    | 18. September 1990         |
| 18. September 1990 |               | Mohammed Belkhyat Zougari     |                    | 3. Mai 1993                |
| 6. Februar 1993    |               | Mohammed Benaïssa             | (* 3. Januar 1937) | 8. März 1999               |
| 19. April 2000     | 14. Juni 2000 | Abdellah El Maaroufi          |                    | 9. April 2002              |
| 9. April 2002      | 19. Juni 2002 | Aziz Mekouar                  | [ 2 ]              |                            |
| 22. Dez. 2011      | 18. Jan. 2012 | Mohammed Rachad Bouhlal       |                    |                            |
| 2016               | 18. Okt. 2016 | Princess Lalla Joumala Alaoui |                    |                            |